# Résolution 1353 de l'Assemblée générale des Nations unies
La résolution 1353 de l'Assemblée générale des Nations unies du 21 octobre 1959  a été adoptée par 45 votes pour, neuf contre et 26 abstentions. La question du Tibet a été abordée à l’initiative de l’Irlande et de la Malaisie. Selon A. Tom Grunfeld, elle a été votée alors que l'ONU empêchait la république populaire de Chine de devenir membre de l'organisation.

## Contexte historique
Selon Thomas Laird et aussi Charles Holcombe, l’Empire mandchou des Qing, aux XVIIIe et XIXe siècles, a étendu un protectorat sur la région,. Après la chute de cet empire en 1912, le Tibet a été, selon Thomas Laird et aussi Morris Rossabi, un État indépendant de facto, mais la Chine n'a jamais renoncé à sa souveraineté sur ce territoire, déclare Barry Sautman.
En 1950, un an après sa proclamation et tandis qu'éclatait la guerre de Corée, la république populaire de Chine a rétabli son autorité sur le Tibet, ou, selon le gouvernement tibétain en exil, envahi celui-ci. L’Organisation des Nations unies n’a pas condamné l’événement.
Un rapport sur un appel du Tibet aux Nations unies fut préparé en deux mois avant d'être présenté, le 5 juin 1959, par le juriste indien Purshottam Trikamdas, à la Commission internationale de juristes (CIJ), une association dont la formation avait été financée par la CIA en tant qu'instrument de la guerre froide. Ce rapport, qui examinait la question de la violation des droits de l'homme et du génocide en se basant sur la convention de 1948, fut communiqué à l'ONU.
Avec le concours de Chanakya Sen, avocat indien le conseillant sur les questions juridiques, le dalaï-lama s'adressa au secrétaire général de l'ONU par une lettre datée du 9 septembre 1959. Il s'appuie sur le rapport de la CIJ et dénonce une augmentation de l'agression militaire chinoise.
Le 29 septembre 1959, l'Irlande et la Malaisie proposèrent l'inscription de la question du Tibet à la 14e session de l'Assemblée générale de l'ONU, tout en situant l'affaire tibétaine sur le seul plan des droits de l'homme, sans mettre en question la souveraineté de la Chine sur le Tibet, selon Hugues-Jean de Dianous.
En 1959, lorsque l'Irlande et la Malaisie ont mis la question Tibet à l'ordre du jour de l'Assemblée générale des Nations unies, Tsepon W. D. Shakabpa avec Gyalo Dhondup et Rinchen Sadutshang sont allés à New York en mission de soutien. Lors de l'assemblée générale qui s'est tenue les 20 et 21 octobre, la Résolution 1353 adoptée a rappelé le respect des droits de l'homme et a souligné l'identité culturelle et religieuse du Tibet. La résolution n'a toutefois fait aucune mention de la république populaire de Chine.

## Portée de la résolution
Selon le ministère des Affaires étrangères de la France, cette résolution votée par l'Assemblée générale est une simple recommandation, elle n'est pas juridiquement contraignante, comme toutes les résolutions de l'ONU. De plus, comme elle a été adoptée alors que la république populaire de Chine ne faisait pas partie de l'ONU, ce pays n'a pas pu participer aux débats et de ce fait ne reconnaît pas cette résolution. 

## Suites
La Résolution de 1959 est rappelée dans la résolution de 1961 et celle de résolution de 1965 sur le Tibet.
Avec l'admission de la Chine à l'ONU en 1971, l'espoir du gouvernement tibétain en exil d'un soutien de l'ONU a disparu. La Chine a rapidement contraint l'ONU d'abandonner toute référence aux « réfugiés tibétains » dans son rapport annuel et a agi pour faire supprimer «toute trace des mots « Tibet » ou « Tibétain » des étagères de l'ONU ».
Selon le ministère des Affaires étrangères du gouvernement Jean-Pierre Raffarin, en accueillant la république populaire de Chine en son sein en 1971, l'ONU n'a pas contesté la souveraineté de Pékin sur le Tibet, souveraineté qui est admise par tous les États ayant noué des relations diplomatiques avec la RPC depuis 1949.

## Texte
1353 (XIV). Question du Tibet
L'Assemblée générale,
- Rappelant les principes relatifs aux droits fondamentaux de l'homme et aux libertés fondamentales qui sont énoncés dans la Charte des Nations unies ainsi que dans la Déclaration universelle des droits de l'homme adoptée par l'Assemblée générale du 10 décembre 1948,
- Considérant que les droits fondamentaux de l'homme et les libertés fondamentales auxquels le peuple tibétain, comme tous les autres peuples, peut prétendre à juste titre comprennent le droit à la liberté civile et religieuse pour tous, sans distinction,
- Consciente également  de l'héritage culturel et religieux particulier du peuple tibétain et de l'autonomie dont il a traditionnellement joui,
- Gravement préoccupée des informations, notamment des déclarations officielles de S.S. le Dalaï-Lama, d'où il ressort que les droits fondamentaux de l'homme et les libertés fondamentales du peuple tibétain lui ont été refusés par la force.
- Déplorant que ces événements aient pour effet d'accroître la tension internationale et d'envenimer les relations entre les peuples en un moment où des dirigeants conscients de leurs responsabilités font des efforts sincères et concrets pour atténuer la tension et améliorer les relations internationales.

1. Affirme sa conviction que le respect des principes de la Chartes des Nations unies et de la Déclaration universelle des droits de l'homme est essentiel à l'instauration d'un ordre mondial pacifique fondé sur le règne du droit;
2. Demande que les droits fondamentaux de l'homme et que le particularisme culturel et religieux du peuple tibétain soient respectés.

834e séance plénière, 21 octobre 1959